# Cosença
Cosença (em italiano: Cosenza) é uma comuna italiana da região da Calábria, província de Cosença, com cerca de 69.737 habitantes (28.02.2010). Estende-se por uma área de 37,24 km², tendo uma densidade populacional de 1.827,64 hab/km². Faz fronteira com Aprigliano, Casole Bruzio, Castrolibero, Dipignano, Mendicino, Paterno Calabro, Pedace, Piane Crati, Pietrafitta, Rende, Rovito, Trenta, Zumpano.
Conhecida como Consência (Consentia) durante o período romano ou também como Atenas da Calábria.

## Demografia
| Variação demográfica do município entre 1861 e 2011                               |
|                                                                                   |
| Fonte: Istituto Nazionale di Statistica (ISTAT) - Elaboração gráfica da Wikipedia |

## Pessoas ligadas à Cosença
- Mario Occhiuto, (1964) prefeito da cidade desde 2014.
- Michele Bianchi (revolucionário sindicalista 22 Julho de 1883 – 3 Fevereiro de 1930)
- Joachim di Fiore (teólogo, c.1135-1202)
- Aulo Giano Parrasio (humanista, 1470–1521)
- Bernardino Telesio (filósofo, 1509–1588)
- Pietro Negroni (pintor, 1505–1565)
- Antonio Serra (economista, século 16)
- Francesco Saverio Salfi (escritor, 1759–1832)
- Nicola Misasi (escritor, 1850–1923)
- Alfonso Rendano (pianista, 1853–1931)
- Alessandro Longo (compositor, 1864–1945)